# كييل شيربين
كييل شيربين (مواليد 23 يناير 2000) هو لاعب كرة قدم هولندي يلعب كحارس مرمى في نادي أياكس أمستردام.

## روابط خارجية
- كييل شيربين على موقع إي إس بي إن إف سي (الإنجليزية)
- كييل شيربين على موقع قاعدة بيانات كرة القدم.إي يو (الإنجليزية)
- كييل شيربين على موقع Soccerbase.com (لاعب) (الإنجليزية)
- كييل شيربين على موقع Soccerway.com (الإنجليزية)
- كييل شيربين على موقع عالم كرة القدم.نت (الإنجليزية)